# Saado Ali Warsame
Saado Ali Warsame (en somali : Saado Cali Warsame, arabe : سادو علي ورسمه) , née vers 1950 à Buuhoodle, morte le 23 juillet 2014 à Mogadiscio,  est une chanteuse-compositrice somali-americaine et une femme politique. Elle a été députée au Parlement fédéral de la Somalie, avec un travail législatif centré sur la justice sociale et politique. C'est aussi une figure de proue de la musique traditionnelle somalienne. Elle est assassinée en plein été 2014 avec son chauffeur au cœur de la capitale somalienne par le groupe terroriste somalien Al-Shabbaab.

## Biographie

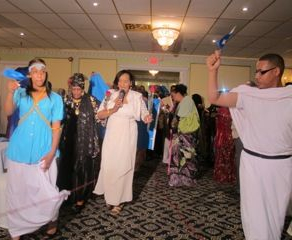
Saado Ali Warsame chantant au sein de la communauté somalienne, dans une fête en son honneur (2011).

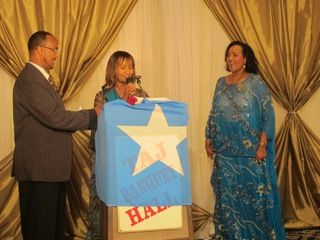
Hodan Nalayeh et Hassan Abdillahi avec Saado Ali Warsame, à Toronto (2011).

Saado Ali Warsame est née en 1950 à Buuhoodle, situé dans la région Ayn, en Somalia. Elle est issue d'une famille nomade, du clan Reer-Darwiish.
Elle devient une interprète de la musique somalienne traditionnelle. Elle fait partie  dans les années 1980 du groupe Waaberi, aux côtés de Hibo Nuura. Elle compose également des titres critiquant les juntes militaires au pouvoir.
À la suite du début de la guerre civile somalienne en 1991, elle quitte la Somalie pour les États-Unis. Elle réside notamment à  Minneapolis et à St. Cloud, dans le Minnesota,,.
Ses compositions mettent dès lors l'accent sur l'identité nationale et la participation au nécessaire processus de reconstruction post-conflit. Elle critique également les écarts de richesse entre la classe dirigeante et la population affamée, avec sa chanson Landcruiser par exemple, et l'état en décomposition de l'administration, se traduisant aussi par la sécession de fait du Somaliland.
En 2012, elle retourne en Somalie pour servir dans le gouvernement fédéral nouvellement établi à Mogadishu. À la suite de la mise en place du Parlement fédéral de la Somalie en 2012, Warsame déménage à Mogadiscio, la capitale, située dans la province Banaadir, dans la partie sud du pays. Elle devient députée, désignée par un collège de chefs coutumiers.
Le 23 juillet 2014, Saado Ali Warsame et son chauffeur sont abattus par des inconnus à Mogadiscio. Le groupe terroriste Al-Shabbaab revendique cet assassinat. Le 24 juillet 2014, après des funérailles marquées par la présence du Président Hassan Sheikh Mohamud, du Premier ministre  Abdiweli Sheikh Ahmed, du président du Parlement Mohamed Osman Jawari, du maire de Mogadiscio Hassan Mohamed Hussein Mungab, et d'artistes somaliens, elle a été inhumée au Medina Hospital cemetery.
En avril 2015, deux membres de  Al-Shabaab ont été arrêtés, condamnés à mort et exécutés pour plusieurs attentats dont celui ayant causé la mort de Saado Ali Warsame,.

## Discographie
- Laand Karuusar
- Aan kuu Taliyo
- Libdhimeyside Laas Caanood, Laba maahaa Waddankeennu